# Cime Cabret
La cime Cabret, ou caïre Cabret dans certains ouvrages, est un sommet situé dans la haute vallée de la Vésubie, dans le département des Alpes-Maritimes, en France.

## Toponymie
Le toponyme Cabret fait référence à « chèvre, chevreau »,. Les ouvrages historiques attribuent au sommet la dénomination de « caïre », mais l'IGN le nomme « cime ».

## Géographie
La cime Cabret est constituée de deux sommets, l'un au sud, l'autre au nord, ce dernier étant le point culminant. Cette cime, placée entre le mont Colomb et la roche Risso, est située sur la crête qui sépare le vallon de Fenestre de celui de la Gordolasque. La cime Cabret fait partie du parc national du Mercantour. D'un point de vue géologique, la cime Cabret est constituée d'anatexites (également appelée localement migmatites de Fenestre).

## Histoire
L'auteur de la première ascension de la voie normale, qui emprunte l'arête sud, semble inconnu. La première ascension de la paroi est a été effectuée par Victor de Cessole et le guide Jean Plent, le 15 septembre 1912 et la première hivernale de l'arête nord a été effectuée par H. Brissaud et C. Jacquin, le 12 janvier 1936.

## Accès
L'itinéraire de la voie normale démarre du refuge de la Madone de Fenestre. Il remonte jusqu'au lac Cabret, puis rejoint la brèche Cabret. De la brèche, l'itinéraire remonte l'arête sud par son versant ouest. Il franchit ensuite le sommet sud, ce qui donne accès au sommet nord.

### Cartographie
- Carte 3741OT au 1/25 000 de l'IGN : « Vallée de la Vésubie - Parc national du Mercantour »